# روزیچکا (استان اوپوله)
روزیچکا (به لهستانی: Rudziczka) یک منطقهٔ مسکونی در لهستان است که در گمینا پرودنگک واقع شده‌است. روزیچکا ۹۵۰ نفر جمعیت دارد.